# 库沃德拉索拉纳
库沃德拉索拉纳，是西班牙卡斯蒂利亚-莱昂索里亚省的一个市镇。总面积133平方公里，总人口244人（2001年），人口密度2人/平方公里。